# Kostaki Homsi
Qusṭākī al-Ḥimṣī (en arabe : قسطاكي الحمصي), né en 1858 à Alep, où il est mort en 1941, est un écrivain et poète de la Nahda (la renaissance arabe). Il est considéré avoir fondé la critique littéraire arabe moderne. Ses œuvres comptent Udabā’ Ḥalab ḏawū al-aṯar fī al-qarn al-tāsi‘ ‘ašar (Alep, al-Maṭba‘aẗ al-mārūniyyaẗ, 1925).